# Haulani
Haulani és un cràter sobre la superfície del planeta nan Ceres, situat amb el sistema de coordenades planetocèntriques a 7.76 ° de latitud nord i 12.78 ° de longitud est. Fa un diàmetre de 34 km. El nom va ser fet oficial per la UAI el tres de juliol del 2015 i fa referència a Hau-lani, deessa de les plantes de la mitologia hawaiana.